# San Fernandos flygplats (Argentina)
San Fernando är en flygplats i Argentina.   Den ligger i provinsen Buenos Aires, i den centrala delen av landet, 26 km nordväst om huvudstaden Buenos Aires. San Fernando ligger 3 meter över havet.
Terrängen runt San Fernando är mycket platt. Runt San Fernando är det mycket tätbefolkat, med 7 216 invånare per kvadratkilometer.. Närmaste större samhälle är Tigre, 3,1 km norr om San Fernando. 
Runt San Fernando är det i huvudsak tätbebyggt.